# Anchocoema ogloblini
Anchocoema ogloblini är en insektsart som beskrevs av Cândido Firmino de Mello-Leitão 1941. 
Anchocoema ogloblini ingår i släktet Anchocoema och familjen Proscopiidae. Inga underarter finns listade i Catalogue of Life.